# Microtragus cristulatus
Microtragus cristulatus là một loài bọ cánh cứng trong họ Cerambycidae.